# Philippe Lejeune (dessinateur)
 (octobre 2018).
Si vous disposez d'ouvrages ou d'articles de référence ou si vous connaissez des sites web de qualité traitant du thème abordé ici, merci de compléter l'article en donnant les références utiles à sa vérifiabilité et en les liant à la section « Notes et références ».
Pour les articles homonymes, voir Philippe Lejeune et Lejeune.
Philippe Lejeune est un dessinateur français de bandes dessinées humoristiques.

## Principaux albums
- Apparition miraculeuse au Vatican, Magic Strip, 1984.
- Bamboula d'enfer chez Dieu Le Père, Magic Strip, 1984  (ISBN 2-8035-0105-8)
- Louis Lapompe, chômeur philosophe, scénario de Philippe Icq, Nord Matin, 1986.
- Tous en forme !, Magic Strip, 1987.
- Des enfants et des hommes, Magic Strip, 1989.
- Les Aventures de Louis Lapompe t. 1 : Le Grand défi, scénario de Philippe Icq, La Maison de l'image, 1990  (ISBN 2-9504204-3-5).
- Kentin et compagnie t. 1 : Décollage immédiat, scénario d'Hervé Manuguerra, Zone Créative, 1998  (ISBN 2-912732-12-3).
- Journal d'un coiffeur, Bethy, 1999[1].